# Diaframma (gruppo musicale)
I Diaframma sono un gruppo musicale italiano formatosi a Firenze tra la fine degli anni settanta e i primi anni ottanta.
Ancora in attività dopo numerosi cambi di formazione e un temporaneo scioglimento, l'unico componente della formazione originale rimasto è il cantante, chitarrista e autore Federico Fiumani. Agli esordi alla voce si sono avvicendati Nicola Vannini e Miro Sassolini.

## Storia del gruppo

### Inizi
Alla fine degli anni settanta, il chitarrista Federico Fiumani, influenzato dal punk britannico, forma, con i compagni di liceo Gianni Cicchi (batterista) e Salvatore Susini (bassista), i C.F.S., che suonano cover di gruppi punk e sporadiche produzioni proprie. I C.F.S., il cui nome scaturisce dalle iniziali dei cognomi dei tre, si esibiscono tra feste scolastiche e piccoli locali fiorentini. Nel 1980, dopo la sostituzione di Salvatore Susini con Leandro Cicchi, fratello di Gianni, il gruppo cambia nome in Diaframma, ispirandosi all'omonimo componente della macchina fotografica.
Le sonorità e i testi si affrancano dal punk, abbracciando tematiche più vicine alla darkwave. Nel 1981 conoscono Nicola Vannini e gli propongono di entrare nel gruppo come cantante. Nello stesso anno verrà pubblicato il singolo d'esordio Pioggia/Illusione Ottica. Seguiranno altri due singoli: Circuito chiuso (Industrie Discografiche Lacerba, 1982) e Altrove (1983).
Nel dicembre del 1983 il gruppo estromette, poco prima delle registrazioni dell'album d'esordio Siberia, Nicola Vannini, per inserire come nuovo cantante Miro Sassolini.

### La svolta
La svolta per la band fiorentina arriva nel 1984, grazie al produttore discografico Sergio Salaorni che cura la produzione artistica, gli arrangiamenti e le registrazioni di Siberia. Nel 1984 i Diaframma vengono infatti scritturati dalla neonata I.R.A. Records, che include i loro brani Siberia e Delorenzo nella compilation manifesto dell'etichetta Catalogue Issue, nella quale compaiono anche pezzi di Litfiba, Moda e Underground Life. Subito dopo l'album Siberia, caratterizzato da una profonda impronta post-punk e da testi molto legati alle tematiche simboliste care alla new wave dell'epoca. Siberia verrà poi inserito al settimo posto tra i 100 dischi italiani più belli di tutti i tempi secondo la rivista Rolling Stone.
Nel 1985 esce l'EP Amsterdam, in cui l'omonima canzone, tratta da Siberia, viene riarrangiata in una nuova versione incisa con i compagni di etichetta Litfiba e cantata da Piero Pelù e Miro Sassolini. Nel lato B trovano posto Elena e Ultimo Boulevard, brani incisi dai soli Diaframma con Francesco Magnelli alle tastiere.
Poco dopo la pubblicazione dell'EP, escono dal gruppo i fratelli Cicchi, rimpiazzati al basso da Leandro Braccini e alla batteria da Alessandro Raimondi. Con questa formazione il gruppo finisce la tournée di Siberia ed entra in studio nell'aprile del 1986 per registrare il singolo Io ho in mente te, cover del brano dell'Equipe 84.
Nell'ottobre dello stesso anno esce il loro secondo lavoro, 3 volte lacrime, molto più eclettico e maturo per testi e arrangiamenti ora meno oscuri.
Nel 1988 esce l'album Boxe, dopo il divorzio con l'I.R.A. Records, completamente autoprodotto e pubblicato da Diaframma Records. Il disco, che originariamente doveva essere prodotto da Mauro Sabbione, purtroppo non riscontrerà il successo di pubblico e critica sperati, e nel dicembre del 1988 Federico Fiumani e Miro Sassolini decretano lo scioglimento del gruppo.

### Reunion (1989-presente)
L'anno successivo Fiumani ingaggia però due nuovi elementi, Massimo Bandinelli al basso e Fabio Provazza alla batteria, divenendo il cantante del gruppo, che nel 1989 pubblica l'EP Gennaio. La Ricordi mette sotto contratto i nuovi Diaframma che nel 1990 pubblicano l'album In perfetta solitudine, prodotto da Vince Tempera. Divergenze con il management portano Fiumani a mettere fine al contratto. Nel 1991 il gruppo pubblica Da Siberia al prossimo week-end, compendio di vecchi brani riarrangiati e cantati dal leader, con la presenza di due inediti.
Il 1992 sancisce il ritorno dei Diaframma nel circuito indipendente con Anni luce, album distribuito da Harmony Music che prosegue lo stile iniziato tre anni prima con Gennaio. Due anni più tardi, con Il ritorno dei desideri prodotto da Gianni Maroccolo, il gruppo torna alla Contempo Records e si avvale della collaborazione di Mara Redeghieri, Pino Gulli e numerosi altri artisti del Consorzio Produttori Indipendenti. Nello stesso anno esce il primo lavoro solista di Federico Fiumani, Confidenziale, la registrazione di un concerto dal vivo con solo chitarra e voce. Le atmosfere rock de Il ritorno dei desideri vengono confermate anche nei successivi Non è tardi (1995) e Sesso e violenza (1996).
Bisognerà attendere due anni per Scenari immaginari (1998) cui fa seguito Coraggio da vendere del 1999. Dopo l'uscita di un bootleg, Live al Rototom, e di una raccolta di inediti, Le canzoni perdute, nel 2001 Il futuro sorride a quelli come noi riprende alcune atmosfere e sonorità del periodo new wave di metà anni ottanta. Al disco segue una breve reunion con Miro Sassolini, che porterà all'uscita della raccolta Sassolini sul fondo del fiume e a un estemporaneo concerto celebrativo al Tenax di Firenze.
Nel 2002 esce I giorni dell'ira, seguito due anni dopo da Volume 13. Grazie alla diffusione di Internet, inizia una riscoperta del gruppo fiorentino che porterà nel 2005 alla pubblicazione di Passato, presente, album contenente versioni inedite e remix di classici del passato interpretati tra gli altri da Subsonica, Madaski e Cristina Donà. Nel 2008 viene pubblicato inoltre l'album tributo Il dono - Artisti vari reinterpretano i Diaframma, contenente cover tra gli altri di Le luci della centrale elettrica, Dente, Marlene Kuntz, Tre Allegri Ragazzi Morti, Zen Circus.

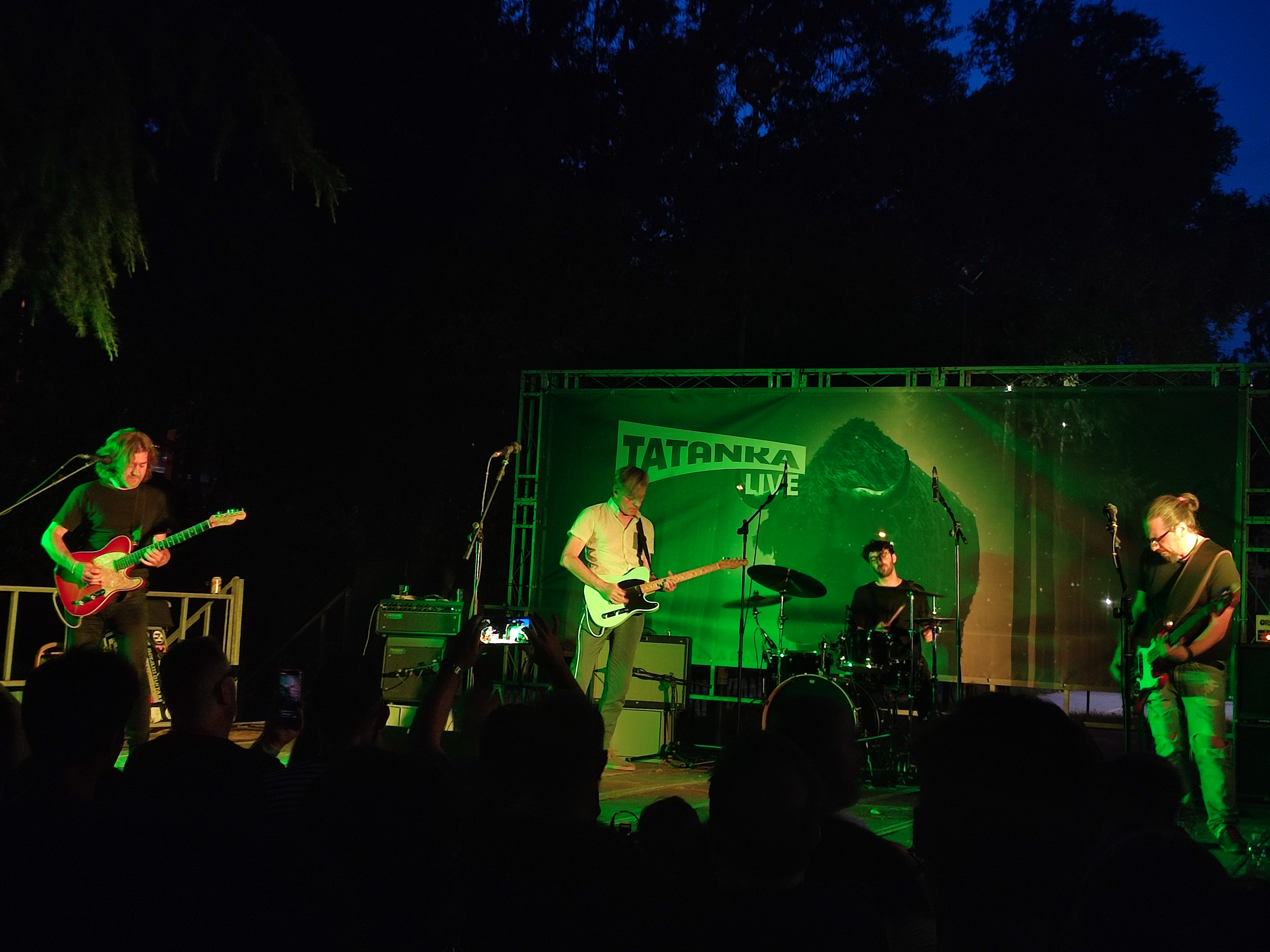
I Diaframma live a Bologna nel 2023

Tra i due lavori di riscoperta il leader dei Diaframma trova spazio per il suo secondo disco da solista, Donne mie (2006). Nel frattempo gli album Camminando sul lato selvaggio (2007) e Difficile da trovare (2009), cui seguirà una lunghissima serie di concerti. Nel maggio 2011 viene pubblicato Live 09-04-2011 registrato dal vivo al Viper Theatre di Firenze e che vede ospiti Marcello Michelotti dei Neon, Andrea Chimenti e Miro Sassolini, che cantano due brani ciascuno.
Il 17 gennaio 2012 esce Niente di serio, che vede la partecipazione di Gianluca De Rubertis del duo Il Genio. Nel settembre 2013 viene ristampato l'album Siberia in edizione deluxe con brani registrati dal vivo del 1985. Il 22 ottobre seguente viene pubblicato Preso nel vortice, sedicesimo album in studio a cui collaborano Gianluca De Rubertis, Enrico Gabrielli dei Calibro 35 e Mariposa; Marcello Michelotti dei Neon; Max Collini degli Offlaga Disco Pax e Alex Spalck dei Pankow. L'album contiene anche Ottovolante, un pezzo dedicato espressamente a Piero Pelù dei Litfiba, amico di lunga data e compagno di etichetta I.R.A. Records negli anni ottanta.
Procede poi l'operazione di rivalutazione del repertorio storico del gruppo: il 2 settembre 2014 viene realizzata dalla Diaframma Records la ristampa in LP e CD di Boxe, originariamente autoprodotto nel 1988, e a seguire, nel febbraio 2015, viene ristampato anche Il ritorno dei desideri, distribuito dalla Vinylove Records solo in vinile, con in allegato un CD contenente la registrazione di un concerto tenuto a Genova del 1994.
Nel 2016, a seguito dell'inserimento di Siberia nella classifica dei 100 dischi italiani più belli di sempre secondo Rolling Stone Italia, la band decide di riregistrare il disco chiamandolo Siberia Reloaded, con questa volta alla voce il leader Federico Fiumani e con cinque tracce aggiuntive e sette intermezzi strumentali ad opera del bassista Gianni Maroccolo. A seguito dell'uscita segue un tour omonimo.
Il 7 dicembre 2018 esce dopo cinque anni l'album di inediti L'abisso per la Diaframma Records, cui fa seguito il tour omonimo con prima data a Osimo. Il 29 aprile 2022 esce l'album Ora.

## Formazione

### Formazione attuale
- Federico Fiumani – voce, chitarra (1981-presente)
- Edoardo Daidone – chitarra (2002-2007, settembre 2013-presente)
- Luca Cantasano – basso (ottobre 2010-presente)
- Leonardo Martera – batteria (21 gennaio 2025-presente)

### Ex componenti
- Nicola Vannini – voce (1981-1983)
- Miro Sassolini – voce (1983-1988)

- Leandro Cicchi – basso (1981-1985)
- Leandro Braccini – basso (1985-1988)
- Massimo Bandinelli – basso (1989-1991)
- Valter Poli – basso (1992-1993)
- Marco Bachi – basso (1993-1994)
- Guido Melis – basso (1994-1997 / 1998)
- Riccardo Biliotti – basso (1997-1998 / 1999-2007)
- Alessandro Guasconi  – basso (2007)
- Andrea Ra – basso (2008)
- Lorenzo Alderighi – basso (2008-2010)

- Gianni Cicchi – batteria (1981-1985)
- Alessandro Raimondi – batteria (1985-1987)
- Renzo Franchi – batteria (1987-1988)
- Fabio Provazza – batteria (1988-1991)
- Alessio Riccio – batteria (1992-1993 / 1994-1995)
- Pino Gulli – batteria (1993 - solo in studio su "Il Ritorno dei Desideri")
- Daniele Trambusti – batteria (1995-1997 / 1998-1999 / 2002-2004)
- Alessandro Gerbi – batteria (1997-1998 / 2000-2002)
- Lucio Signore – batteria (2004)
- Gianni Cerone – batteria (2004-2005)
- Francesco Cerone – batteria (2005-2006)
- Lorenzo Moretto – batteria (27 agosto 2006 - 28 gennaio 2018)
- Vieri Prati – batteria (5 aprile 2018 - 20 maggio 2018)
- Fabrizio Morganti – batteria (2018 - solo in studio su "L'Abisso")
- Vanni Breschi – batteria (2018 - 12 gennaio 2019)
- Pino Gulli  – batteria (gennaio 2019 - 22 luglio 2022)
- Tancredi Lo Cigno – batteria (luglio 2022 - 18 gennaio 2025)

- Riccardo Onori – chitarra (1992-1994)
- Vanni Bartolini  – chitarra (1993 solo in studio / 1994-1995)
- Marco Morandi – chitarra (1995-1997)

- Maurizio Fasolo – tastiere (1983 - solo in studio su "Altrove" EP)
- Ernesto De Pascale – tastiere (1984-1985 - solo in studio su "Siberia" e "Amsterdam" EP)
- Antonio Aiazzi - tastiere e fisarmonica (1985 - solo in studio su "Siberia" EP)
- Mauro Sabbione – tastiere (1987 - solo in studio)
- Francesco Magnelli – tastiere (1993 - solo in studio su "Il Ritorno dei Desideri")
- Simone Giuliani – tastiere (1994-1998)
- Alessandro Gherardi – tastiere (1998-2002)
- Emilio Sapia – tastiere (2005-2007 - solo in studio su "Passato Presente", "Donne Mie" e "Camminando Sul Lato Selvaggio")
- Francesco Renzoni – tastiere (2007-2011)
- Fabio Marchiori – tastiere (2009 - solo in studio su "Difficile Da Trovare")
- Gianluca De Rubertis – tastiere (2011 / 2013 - solo in studio su "Niente Di Serio" e "Preso Nel Vortice")
- Enrico Gabrielli – tastiere (2013 - solo in studio su "Preso Nel Vortice")
- Daniele Biagini – tastiere (2018 - solo in studio su "L'Abisso")

## Discografia

### Album in studio
- 1984 – Siberia
- 1986 – 3 volte lacrime
- 1988 – Boxe
- 1990 – In perfetta solitudine
- 1991 – Da Siberia al prossimo week-end
- 1992 – Anni luce
- 1994 – Il ritorno dei desideri
- 1995 – Non è tardi
- 1996 – Sesso e violenza
- 1998 – Scenari immaginari
- 1999 – Coraggio da vendere
- 2001 – Il futuro sorride a quelli come noi
- 2002 – I giorni dell'ira
- 2004 – Volume 13
- 2007 – Camminando sul lato selvaggio
- 2009 – Difficile da trovare
- 2012 – Niente di serio
- 2013 – Preso nel vortice
- 2016 – Siberia reloaded 2016 (remake di Siberia)
- 2018 – L'abisso
- 2022 – Ora

### Album dal vivo
- 1992 – Live and Unreleased
- 2000 – Live al Rototom
- 2002 – Live al Big Club, 1988
- 2007 – C.F.S. - Firenze, Circolo Bencini, 15 02 1980
- 2009 – Christimas Gift n° 4
- 2011 – Live 09-04-2011
- 2013 – Live a Modena
- 2015 – Live a Genova

### Raccolte
- 1989 – I pensieri di King Kong
- 1989 – Diaframma 8183
- 1997 – Albori 1979-83
- 2000 – Le canzoni perdute
- 2002 – Sassolini sul fondo del fiume
- 2003 – First Recording
- 2003 – Electroboxe - The IRA Tapes
- 2005 – Passato, presente
- 2011 – Imperfetta solitudine
- 2013 – Studio Sessions ('95-96)
- 2017 – The Self Years 1998-2017

### EP
- 1983 – Altrove
- 1985 – Amsterdam (con i Litfiba)
- 1989 – Gennaio
- 2006 – Christmas Gift EP
- 2007 – Christmas Gift 2007
- 2008 – Christmas Gift 3

### Singoli
- 1982 – Pioggia
- 1982 – Circuito chiuso/Wither (split con Pankow)
- 1986 – Io ho in mente te

## Videoclip

### Videoclip
- 1983 – Altrove
- 1984 – Siberia
- 1988 – Boxe
- 1988 – Caldo
- 1989 – Gennaio
- 1990 – Io amo lei
- 1990 – Diamante grezzo
- 1990 – Verde
- 1992 – Siberia
- 1992 – Tre volte lacrime
- 1992 – L'odore delle rose
- 1992 – La densità della nebbia
- 1994 – Luminosa innocenza
- 1995 – Latitante
- 1995 – Paternità
- 2004 – Il sogno degli anni '70
- 2007 – L'orgia
- 2009 – Io sto con te (ma amo un'altra)
- 2011 – Carta carbone
- 2018 – Leggerezza

## Riconoscimenti
- 1995 – Premio Ciampi
- 2007 – Premio Italiano della Musica Indipendente per  Camminando sul lato selvaggio
- 2012 – Premio Italiano della Musica Indipendente per  Niente di serio

## Influenze
- La canzone Libra è citata nel famoso romanzo di Enrico Brizzi Jack Frusciante è uscito dal gruppo nella sua versione dal vivo contenuta nella raccolta Live and Unreleased con riferimenti alla voce di Federico Fiumani[10].
- Il disco Il dono - Artisti vari reinterpretano i Diaframma è un tributo che vari artisti indipendenti italiani hanno fatto ai Diaframma. Tra questi Marlene Kuntz, Tre Allegri Ragazzi Morti, Le luci della centrale elettrica, The Niro, Il Genio e molti altri. Il tributo è stato negato ai Baustelle da parte della loro casa discografica Warner nonostante avessero già inciso il loro pezzo (Il disco dei Replacements).